# 短棘花鮨
短棘花鮨（学名：Plectranthias nanus），又稱短棘花鱸、矮棘花鮨，為輻鰭魚綱鱸形目鱸亞目鮨科的其中一種，廣泛分布於太平洋海域，棲息深度3-60公尺，體長可達4公分，為底棲性魚類，屬肉食性，生活習性不明。
其种加词“nanus”意为“矮小的”。